# El Puerto de Bangandhó
El Puerto de Bangandhó är en ort i Mexiko.   Den ligger i kommunen Ixmiquilpan och delstaten Hidalgo, i den sydöstra delen av landet, 120 km norr om huvudstaden Mexico City. El Puerto de Bangandhó ligger 1 820 meter över havet och antalet invånare är 226.
Terrängen runt El Puerto de Bangandhó är huvudsakligen kuperad, men åt nordväst är den platt. Runt El Puerto de Bangandhó är det ganska tätbefolkat, med 120 invånare per kvadratkilometer. Närmaste större samhälle är Ixmiquilpan, 8,3 km väster om El Puerto de Bangandhó. Omgivningarna runt El Puerto de Bangandhó är i huvudsak ett öppet busklandskap.